# 作戦調整委員会
作戦調整委員会あるいは実施調整理事会(英語: Operations Coordinating Board ; OCB）は、1953年9月2日、ドワイト・D・アイゼンハワー大統領令10483号によってアメリカ国家安全保障会議(NSC)の下に設置された機関である。
心理戦略委員会（PSB）の後継組織として設立された。NSCが提案した国家安全保障政策実施について関係省庁間の調整等を行うことを目的とする。構成員は、国務次官（議長）、国防次官、対外活動庁長官、中央諜報長官、大統領代理。国家安全保障問題担当大統領補佐官は会議に出席することができた。
第五福竜丸事件により日本の反核世論が高まる中で、平和のための原子力に関する強力な攻勢をかけるとともに、日本に実験用原子炉の建設を申し出ることを勧告した。
1958年1月2日、核兵器の配備について肯定も否定もしないとする政策を決めた。
1961年2月19日、ジョン・F・ケネディ大統領によって廃止された。